# SimCity (2013)
SimCity (parfois désigné comme SimCity 5 ou SimCity 2013 pour éviter la confusion avec le premier opus portant le même nom) est un jeu vidéo de gestion de type city-builder développé par Maxis et édité par Electronic Arts, sorti en mars 2013 dans le monde sur Windows. La version Mac OS X est sortie le 29 août 2013. Il est le cinquième épisode de la série SimCity sur PC.
Au début de l'année 2012, Electronic Arts a prévu via son site une annonce spéciale et une surprise lors de l'EA Game Changers le 6 mars 2012, arborant un compte à rebours sur cette même page. Lors de cette conférence, Lucy Bradshaw, la vice-présidente de Maxis, a annoncé officiellement le retour de SimCity pour 2013.
Le jeu est disponible en plusieurs versions : Limitée ou Deluxe. Une autre version qui était disponible en précommande existe aussi, l'édition numérique Deluxe. Il existe de plus de nombreuses extensions payantes ainsi que des extensions gratuites publicitaires.
Cet opus a pour particularité d'être en trois dimensions, d'être le premier à comporter un volet multijoueur et le second à ne plus porter de numéro comme les précédents (2000, 3000, 4).

## Gameplay
SimCity repose sur le même principe que ses prédécesseurs. L'objectif en tant que maire est de bâtir une ville en tenant compte de différents critères. Chaque emplacement de ville est un carré (fini) avec des formes et des paysages différents (jungle/continental, etc.). Tous ces emplacements sont reliés par une autoroute, mais certains sont également reliés au chemin de fer et ont accès à l'océan ou à un fleuve.
Ces critères sont : eau, électricité, eaux usées, gestion des déchets, santé, éducation, police, pompiers, transports, pollution (sol et air), présence de parcs et de boutiques et travail. Le joueur a le choix entre 3 zones de bâtiments, il peut zoner des quartiers résidentiels, des zones commerciales et des zones industrielles. Ces zones sont reliées entre elles, les boutiques et les industries ont besoins d'employés, tandis que les résidents ont besoin de travail et de produits.

### Bonheur
Le bonheur des résidents dépend de sa classe sociale, les résidents plus riches ont plus d'exigences, cependant il dépend en général de la pollution, des services, de la présence de parcs. Si le bonheur est suffisant les zones peuvent évoluer ainsi augmenter en densité.

### Routes
Les routes sont déclinées en sept variantes et en deux groupes. Le premier groupe sont les routes de 1 × 1 à 2 × 2 voies : routes en terre, rue de faible densité, rue de moyenne densité et rue de densité élevée. Ces routes peuvent être améliorées/ rétrogradées entre-elles. Le deuxième groupe sont les avenues de 2 × 2 à 3 × 3 voies : avenue de densité moyenne, avenue de densité élevée et avenue de tram à densité élevée. Ces routes peuvent également être améliorées/rétrogradées entre-elles. Il est cependant impossible améliorer/rétrograder des routes du premier groupe en celles du deuxième groupe et vice-versa.
Les routes font dépendre le flux et les bouchons des véhicules dans le ville mais également la densité des bâtiments (la densité possible est indiquée dans le nom). Si la route n'est pas assez améliorée les bâtiments voulant augmenter leur densité ne pourront pas.

### Éducation
L'éducation se décline en 5 bâtiments et en deux groupes, le niveau d'éducation et le niveau technologique: L'école primaire, la bibliothèque municipale et le lycée sont les trois bâtiments dédiés au niveau d'éducation. Le centre universitaire et l'université sont les deux lieux dédiés au niveau technologique.
L'éducation est une part importante d'une ville. Le niveau d'éducation permet de réduire la criminalité, la probabilité d'incendie, la production de déchet. Elle est quantifiée en 5 niveaux. Le niveau technologique est le niveau de qualification des employés quantifié en 3 niveaux. Le nombre de places dans chaque lieu est limité (sauf pour la bibliothèque à priori) mais diffère selon le bâtiment.
L'université est la plus haute sphère d'éducation, elle permet le développement de projets, dix au total:
- Générateur à charbon propre (annexe à la centrale à charbon),
- Générateur à pétrole propre (annexe à la centrale à pétrole),
- Éolienne à axe vertical (annexe à la centrale éolienne),
- Chantier de centre spatial (grand projet),
- Centre chirurgical (annexe à l'hôpital),
- Bureau d'enquête (annexe au commissariat),
- Chantier de centrale solaire (grand projet),
- Panneau solaire thermique (annexe à la centrale solaire),
- Réacteur thermique de 2e génération (annexe à la centrale nucléaire),
- Réacteur à Neutrons rapides (nécessitant le développement du réacteur thermique de 2e génération d'abord, annexe à la centrale nucléaire).

Chaque école précédemment citée est une annexe à l'université, à chaque amélioration de l'université, une annexe au choix est débloquée. L'amélioration de l'université dépend d'un niveau de fréquentation de l'université, jusqu'à un seuil (par exemple, 1 000 élèves pour le niveau 1), à chaque niveau, ce seuil augmente mais le placement d'annexes augmente en échange la capacité d'élèves.
Il y a 5 annexes :
- école de commerce: elle ne participe à aucun projet de développement mais elle est censée augmenter le profit commercial de la ville.
- école d'ingénieurs: Elle est nécessaire au développement de 4 projets :Générateur à charbon propre, Générateur à pétrole propre, Eolienne à axe vertical, Chantier de centre spatial et débloque la section de la lutte contre les matières dangereuses pour la caserne des pompiers, elle augmente le profit des basses et moyennes industries dans toute la région.
- école de droit: Elle est nécessaire au développement du bureau d'enquête et baisse la durée de réhabilitation des criminels incarcérés dans toute la région.
- école de science: Elle nécessaire au développement de 4 projets: Chantier de centrale solaire, Panneau solaire thermique, Réacteur thermique de 2ème génération , Réacteur à Neutrons rapides et augmente le profit des industries de haute technologie dans toute la région, elle débloque également le laboratoire de diagnostic.
- école de médecine: Elle est nécessaire au développement du centre chirurgical et réduit la probabilité que les Sims tombent malades dans toute la région.

### Transports
Les transports publics possibles sont les bus citadins, bus régionaux, trams, trains, avions et ferries. Cependant toutes les villes ne peuvent pas être équipées de ferries et de gares selon la disposition de l'emplacement (absence de fleuve et/ou de voie ferrée). Les trams peuvent uniquement circuler sur avenues de tram à densité élevée.

### Électricité, eaux et déchets
L'électricité est un besoin fondamental des Sims, il y a plusieurs modes de conversion d'énergie en électricité (du moins cher au plus cher) : centrale éolienne, centrale à charbon, centrale à pétrole, centrale solaire et centrale nucléaire. Les centrales éoliennes et solaires prennent de la place par rapport à leur production d'électricité mais n'émettent pas de pollution de l'air. Les centrales à charbon et pétrole produisent beaucoup d'électricité mais rejettent beaucoup de pollution. Les centrales nucléaires n'émettent rien mais ont besoin de beaucoup d'eau pour fonctionner et d'une qualification élevée de ses employés. Si les employés ne sont pas assez qualifiés, elle peut exploser et provoquer une zone irradiée d'une bonne partie de la ville, où il sera invivable pour les Sims. Ces radiations sont permanentes dans le jeu de base mais avec le DLC Cities of Tomorrow, il est possible de les nettoyer avec un nettoyeur de sols.
Pour l'approvisionnement en eau potable, il y a deux structures possibles, le château d'eau et la station de pompage. L'eau de la nappe phréatique peut être polluée par les activités de la ville et ainsi se retrouver dans le réseau et rendre la population malade. Les châteaux d'eau ne peuvent pas contrer ce problème en revanche les stations de pompage ont des pompes avec filtres (plus chères) qui peuvent être ajoutées au bâtiment principal qui règle le problème.
Le traitement des eaux usées est effectué par également deux structures, le tuyau de traitement des eaux usées et la station d'épuration. Le tuyau de traitement des eaux usées transforme les eaux usées en pollution du sol. La station d'épuration transforme l'eau usée en eau (non potable) qu'elle réinjecte dans la nappe phréatique, si le débit de traitement est trop faible, la station sera saturée, le trop plein se transformera en pollution du sol.
Les Sims peu ou pas instruits émettent beaucoup de poubelles, ceux davantage instruits émettent moins de poubelles et plus de matières recyclables. Les poubelles sont traitées par une décharge dont des modules d'incinération peuvent être ajoutés, les ordures sont brûlées et transformées en pollution de l'air, sinon elles sont stockées dans la décharge. Si une décharge est détruite avec des déchets, les déchets se transformeront en pollution du sol. Des modules de camions poubelles peuvent être ajoutés.
Les matières recyclables sont traitées par le centre de recyclage, ce dernier permet de traiter les matières recyclable et de les transformer en matériaux tels que Alliage, Métal et en Plastique. Ces matériaux peuvent être vendus sur le marchés mondial ou être utilisés pour la fabrication de processeurs, de téléviseur et d'ordinateur. Certains de ces matériaux sont nécessaire à la construction des grands projets.
La station de pompage, la station d'épuration et le centre de recyclage sont débloqués avec l'aile des services publics à la mairie.

### Cities of Tomorrow
Le DLC Cities of Tomorrow publié fin 2014 ajoute de nombreuses nouveautés :

#### Académie
L'Académie est un bâtiment assez similaire à l'université, des projets peuvent être y développés. Cependant, l'effectif est uniquement composé d'employés et non d'étudiants, plus de la moitié des employés doivent être de la classe de richesse élevée. En plus du développement de projet au nombre de 15, l'Académie produit une "ressource" appelée ControlNet, la production de ControlNet est proportionnelle au nombre d'employés travaillant à l'Académie.
Les projets peuvent être des bâtiments ou des modules. Voici la liste des 15 projets dans l'ordre:
- Gare de Train Magnétique (Bâtiment)
- Assainisseur d'eaux usées (Bâtiment)
- Amplificateur éoliens/ solaires (Module)
- Usine de ControlNet (Bâtiment)
- Niveau de réduction des déchets (Niveau/ étage Mégatour)
- Centrale houlomotrice (Bâtiment)
- Pont suspendu (Niveau/ étage Mégatour)
- Centrale à fusion (Bâtiment)
- Niveau réacteur nucléaire (Niveau/ étage Mégatour)
- Couronne d'air Pur II (Couronne Mégatour)
- Pulvérisation des déchets (Module)
- Générateur houlomoteur avancé (Module)
- Niveau de réacteur à fusion (Niveau/ étage Mégatour)
- Nettoyeur de sol (Bâtiment)
- Réacteur à fusion avancé (Module)

L'Académie dispose de 4 niveaux d'amélioration, les projets ci-dessous sont répartis en 4 catégories selon le niveau de l'Académie et ses modules. En effet, l'amélioration de l'Académie se fait via le développement d'un projet "Amélioration de l'Académie", il y a en a 3, le niveau 2, le niveau 3 et le niveau 4. Lorsque ce développement est terminé, l'Académie peut être améliorée et ainsi se doter d'une des trois annexes au choix, les voici: Annexe de Physique des Plasmas, Annexe de Science Quantique et Annexe d'Ingénierie Quantique. Les annexes sont indispensables au développement de certain projets à partir du niveau 2 de l'académie. Les projets de niveau 3 requièrent deux des trois annexes (spécifiques aux projets) et ceux de niveau 4 requièrent les trois annexes. Chacune des annexes amplifie la sortie de ControlNet de l'académie de 25%.
Le ControlNet est une ressource indispensable aux bâtiments, modules et niveaux (Mégatours) développés par l'Académie.

#### Omega
L'Omega est un produit fabriqué par l'OmegaCo avec du minerai et du pétrole. Il touche les industries et les zones commerciales, lorsque ces dernières sont converties à l'Omega, elles sont franchisées et versent des royalties à la mairie. Il est transporté par camion jusqu'aux usines, les produits fabriqués par les usines franchisées OmegaCo sont envoyés vers des boutiques qui sont elles-mêmes converties.
OmegaCo fabrique à l'aide de processeurs également des drones destinés en priorité aux services de sécurité, police (polidrone), pompier (pimpondrone) et santé (médidrone), pour les services, ils sont à usage unique. Le surplus de drone va convertir les habitations qui vont payer un abonnement, ces drones sont utiles aux Sims pour acheter des produits dans les zones commerciales depuis chez eux. Si ces drones vont acheter des produits dans des boutiques franchisées OmegaCo alors l'abonnement sera un abonnement Or pour les habitations et le prix sera doublé.
Les produits nécessaires à la fabrication des produits OmegaCo peuvent être acheminés par ADAV, ou (pour le minerai et le pétrole) directement extraits s'il y en a dans la ville à l'aide de capsules d'extraction.
Les drones, ADAV et capsules d'extraction sont débloqués en améliorant le siège OmegaCo et en plaçant les modules correspondants.

#### Mégatours
Les Mégatours sont des bâtiments plaçables beaucoup plus grands et hauts que les bâtiments de zonage de haute densité. À leur achat, elles disposent chacune d'un étage appelé niveau, soit un niveau d'habitations, un niveau de commerces ou d'un niveau de bureaux. Il est possible d'avoir 8 niveaux sur une Mégatour en plus d'une couronne. Parmi ces niveaux, des niveaux de services peuvent également être construits.
Les Mégatours sont séparées en deux catégories, les Mégatours et les Mégatours de Luxe. Les Mégatours permettent la construction de niveaux d'habitations, de commerces et de bureaux de richesse moyenne et faible tandis que les Mégatours de Luxe permettent la construction de niveaux d'habitations, de commerces et de bureaux de richesse moyenne et élevée. Les niveaux de services possibles sont: niveau gare de pont suspendu, niveau de réacteur nucléaire/ réacteur à fusion, niveau de parc, niveau d'éducation, niveau de réduction des déchets, niveau de sécurité. Les caractéristiques de chaque niveau dépend du niveau de richesse et le type de Mégatour.
Lorsque 8 niveaux sont construits, il est possible de construire une couronne. Il y a 5 couronnes différentes dont les caractéristiques diffèrent également du type de richesse de la tour: couronne de parc, couronne nettoyeur d'air pur, couronne touristique, couronne publicitaire et couronne électrique solaire.

### Modes de jeu

#### Multijoueur
Il permet d'avoir accès à des classements, de faire évoluer le prix des matières premières ou de jouer avec ses amis. Il permettra aussi l'accès à des concours mondiaux, et il permet de stocker les villes sur un serveur distant, ce dernier point étant souvent sujet de bug. Ce mode de stockage empêche aussi le joueur d'accéder à ses villes si son serveur est en panne, et ce même si d'autres serveurs sont disponibles. Il peut aussi obliger un joueur à quitter un serveur où il avait créé plusieurs régions s'il devient saturé, toute création de région étant alors impossible.

#### Solo
Le mode solo est une version limitée du jeu, introduite après sa sortie. Les villes sont ainsi stockées localement, le prix des matières premières est fixe, les classements ne sont pas disponibles, mais le joueur peut jouer en étant hors ligne.

## Accueil
Le jeu a reçu des critiques médiocres de la presse. Canard PC le qualifie de « catastrophe globale » et de « fiasco communicationnel et ludique ». Le magazine explique que certains journalistes ont accepté de tester le jeu selon les conditions d'Electronic Arts, c'est-à-dire en temps limité et sur des serveurs dédiés, et n'ont donc pas pu témoigner des gros problèmes de serveurs qu'a subis le jeu à son lancement (alors que la connexion Internet pour jouer était obligatoire).